# ニコラス・スポッリ
ニコラス・スポッリ（Nicolás Federico Spolli、1983年2月20日 - ）は、アルゼンチン・ロサリオ出身のサッカー選手。ポジションはDF（センターバック）。

## 経歴
2005年、地元ロサリオの強豪ニューウェルズ・オールドボーイズのトップチームデビュー。すぐにレギュラーポジションをつかみ、2009年までに100試合以上に出場した。
2009年7月にイタリアのカルチョ・カターニアへ移籍。ここでもすぐに定位置をつかみ、2012年には、契約を2015年6月まで延長した。2015年2月2日、ASローマにレンタル移籍した。
2016年1月22日、カルピFCからACキエーヴォ・ヴェローナに移籍することが決定した。

## 所属クラブ
- ニューウェルズ・オールドボーイズ 2004-2009
- カルチョ・カターニア 2009-2015

→  ASローマ 2015 (loan)
- カルピFC 2015-2016
- ACキエーヴォ・ヴェローナ 2016-2017
- ジェノアCFC 2017-2019

→  FCクロトーネ 2019 (loan)
- FCクロトーネ 2019-